# Karol Pazurek
Karol Pazurek (* 17. Dezember 1905 in Kattowitz; † 6. Januar 1945 bei Miechów) war ein polnischer Fußballspieler.

## Sportkarriere
Pazurek wurde 1905 in Kattowitz als Staatsbürger Preußens in eine Arbeiterfamilie geboren. Er hatte acht Geschwister. Zunächst besuchte er eine deutsche Volksschule, anschließend machte er eine Lehre als Mechaniker. Als Jugendlicher trat er 1916 der Turngemeinde Kattowitz bei, um nach drei Jahren zum lokalen polnischen Spitzenclub Pogoń Katowice zu wechseln. Da der Ostteil Oberschlesiens einschließlich der Industriestadt Kattowitz mit der Teilung Oberschlesiens 1922 an Polen angeschlossen wurde, bekam er die polnische Staatsbürgerschaft. Die ursprüngliche Schreibweise des Namens (Karl Pasurek) in den Personalpapieren wurde durch die polnische Form (Karol Pazurek) ersetzt.
Pazurek war untersetzt und kompakt gebaut, wegen seiner Durchschlagskraft und seinem ungestümen Drang zum gegnerischen Tor bekam er in Oberschlesien den deutschen Spitznamen „Bulle“. 1929 nahm ihn Garbarnia Krakau unter Vertrag, einer der führenden Clubs in der alten polnischen Königsstadt. Sein Wechsel war mit einem Skandal verbunden: Unmittelbar zuvor war Pazurek noch für Pogoń Katowice im entscheidenden Spiel um den Aufstieg in die oberste Liga gegen Garbarnia aufgelaufen. In der Partie war er den Presseberichten zufolge ein Totalausfall, er spielte lustlos und ohne den für ihn typischen Drang zum Tor. Garbarnia gewann das Spiel und stieg auf. Als wenig später bekannt wurde, dass Pazurek einen Vertrag mit Garbarnia unterzeichnet hatte, deckte die Presse auf, dass am Tag zuvor Vertreter von Garbarnia mit ihm zusammengetroffen waren; ihm wurde unterstellt, er habe sich bestechen lassen. Bei Garbarnia wurde Pazurek zum Stammspieler, innerhalb von neun Jahren schoss er in 174 Partien 88 Tore. Er hatte seinen Anteil daran, dass der Verein 1931 die polnische Meisterschaft errang. Auch drei seiner jüngeren Brüder bekamen Verträge bei Spitzenvereinen: Józef bei Polonia Warschau, Jerzy bei Wisła Krakau und Alfred bei Pogoń Katowice.
1927 wurde Pazurek erstmals in die polnische Nationalmannschaft berufen, auch dort wurde er zum Stammspieler. Bis 1935 kam er auf 16 Einsätze, bei denen er vier Treffer erzielte. 1933 war er bei der allerersten Partie gegen die deutsche Nationalelf in Berlin dabei, die Polen 0:1 verlor. Bei der zweiten Begegnung beider Mannschaften in Warschau 1934 erzielt er den Treffer zur 2:1-Führung der Polen (das erste polnische Tor hatte Ernst Willimowski markiert), die Partie aber ging letztlich 2:5 verloren.
Im Sommer 1938 wechselte Pazurek zum Erstligaverein Polonia Warschau in die Hauptstadt. Er kam dort auf elf Einsätze, bis mit dem Ausbruch des Zweiten Weltkriegs der Spielbetrieb eingestellt wurde.
Unter der deutschen Besatzung  unterschrieb Pazurek die Deutsche Volksliste, in den neuen Personalpapieren wurde sein Name wieder Karl Pasurek geschrieben. Als Volksdeutscher lief er an der Seite der früheren polnischen Nationalspieler Wilhelm Góra, Juliusz Joksch und Edmund Majowski, die ebenfalls aus Oberschlesien stammten, sowie Józef Smoczek in der Gauliga Generalgouvernement für die Deutsche Turn- und Sportgemeinschaft Krakau auf, die der Geschäftsmann Oskar Schindler sponserte. Mit 36 Jahren war er dort der älteste Spieler, doch war er nach wie vor torgefährlich. Auch sein Bruder Józef stieß zu dem Verein. Beide gehörten zu der DTSG-Elf, die 1941 den Bernsteinpokal gewann.  Wiederholt wurde er in die Auswahl der Gauliga berufen.

## Kriegsdienst und Tod
Wie Zehntausende Oberschlesier, die vor dem Krieg polnische Staatsbürger gewesen waren, wurde Pazurek 1943 zur Wehrmacht eingezogen. Zum Jahreswechsel 1944/45 war seine Einheit nördlich von Krakau eingesetzt. Am 6. Januar 1945 wurde er in deutscher Uniform als Fahrer eines Geländewagens der Wehrmacht unweit von Miechów in einem verschneiten Waldstück von polnischen Partisanen erschossen. Über die Umstände seines Todes kursieren zwei Versionen: Er sei mit seinem Wagen in einen Hinterhalt geraten. Oder er habe versucht, von seiner Einheit zu desertieren, doch hätten die Partisanen dies nicht erkannt. Er wurde 39 Jahre alt.